# Tchatkalophantes tarabaevi
Tchatkalophantes tarabaevi is een spinnensoort uit de familie hangmatspinnen (Linyphiidae). De soort komt voor in Kazachstan.